# Moschellandsbergite
La moschellandsbergite è un minerale scoperto nel 1938 a Landsberg (chiamata precedentemente Moschellandsberg) vicino a Obermoschel nella regione della Renania-Palatinato in Germania. Il minerale ha preso il nome dalla località di ritrovamento.

## Morfologia
La moschellandsbergite si presenta in piccoli cristalli o masse globulari. I cristalli romboidali dodecaedrici.

## Origine e giacitura
La moschellandsbergite si rinviene in associazione ad altri minerali del mercurio come il cinabro ed il calomelano.